# Herbignac
Herbignac is een gemeente in het Franse departement Loire-Atlantique in de regio Pays de la Loire. De plaats maakt deel uit van het arrondissement Saint-Nazaire. Herbignac telde op 1 januari 2022 7.178 inwoners.

## Geografie
De oppervlakte van Herbignac bedroeg op 1 januari 2022 71,43 vierkante kilometer; de bevolkingsdichtheid was toen 100,5 inwoners per km².

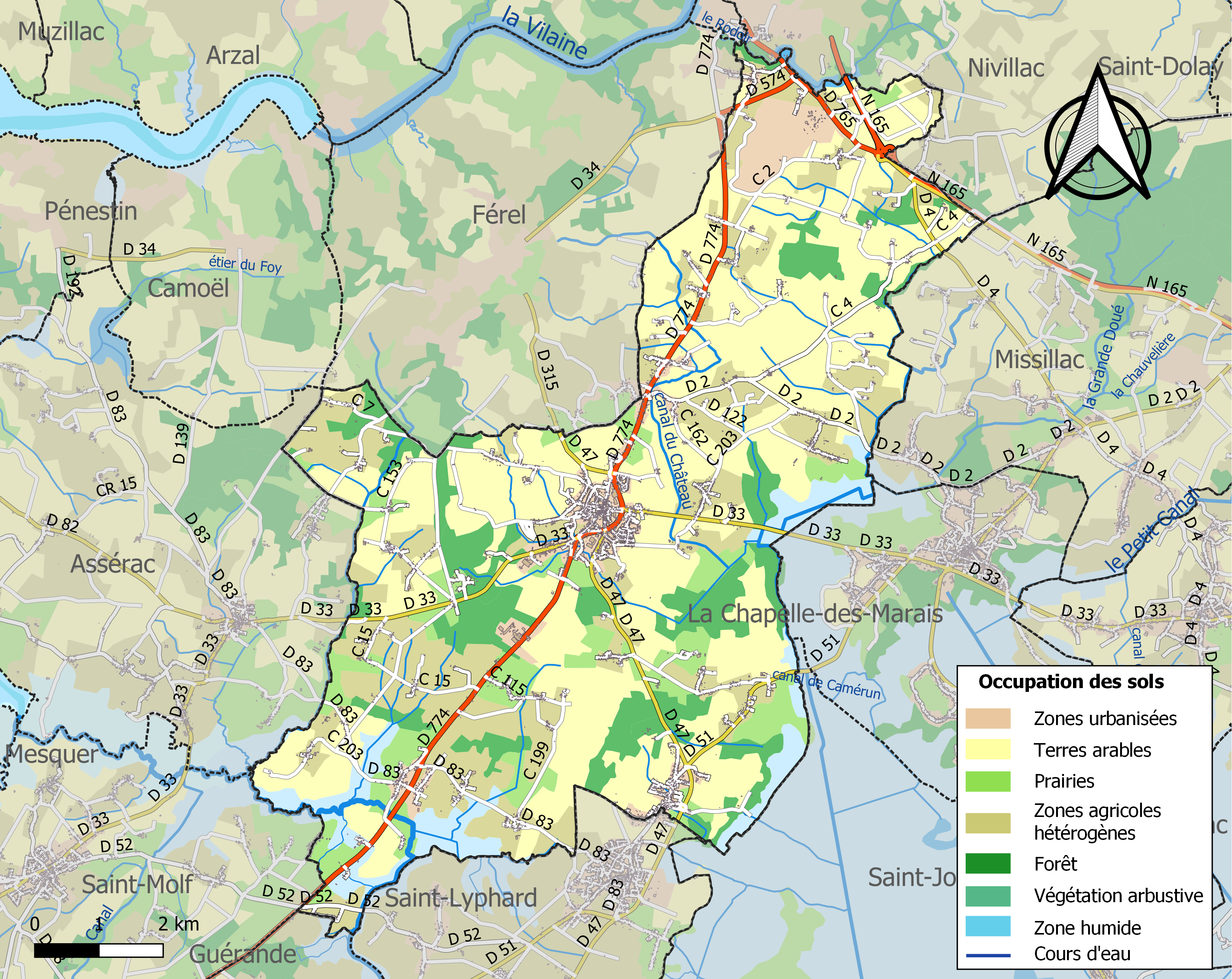
Kaart van de gemeente met de belangrijkste infrastructuur, bodemgebruik en omliggende gemeenten

## Demografie
Onderstaande figuur toont het verloop van het inwonertal (bron: INSEE-tellingen).